# Lichte (Thuringe)
Lichte est une commune allemande de l'arrondissement de Saalfeld-Rudolstadt, Land de Thuringe.

## Géographie
Lichte se situe dans les monts de Thuringe, au nord du Rennsteig au sein du parc naturel de la forêt de Thuringe.
Lichte est tarversé par la Lichte et le Piesau. Les deux rivières alimentent le barrage de Leibis-Lichte.
| Deesbach           | Meura  |              |
| Cursdorf           | Lichte | Schmiedefeld |
| Neuhaus am Rennweg | Piesau | Gräfenthal   |

La commune comprend les quartiers d'Oberlichte, Wallendorf, Geiersthal et Bock und Teich.

## Histoire
Lichte est mentionné pour la première fois en 1414.
En 1764, la manufacture de porcelaine ouvre ses portes. La porcelaine de Wallendorf devient vite appréciée. En 1822, Johann Heinrich Leder crée une autre manufacture à Lichte.
Pendant la Seconde Guerre mondiale, des Polonais subissent un travail forcé, le cimetière comprend quatre tombes de ces travailleurs. Deux victimes des marches de la mort, issus de Buchenwald, ont été enterrées à la hâte près du viaduc ferroviaire de la ligne de Sonneberg à Probstzella.

## Personnalités liées à la commune
- Gotthelf Greiner (1737–1797), fondateur de la manufacture de porcelaine de Wallendorf.
- Johann Wolfgang Hammann (1713-1785), fondateur de la manufacture de porcelaine de Wallendorf.
- Peter Hohmann (1663-1732), propriétaire terrien.
- Carolus Magnus Hutschenreuther (1794-1845), fondateur de la Hutschenreuther Porzellanfabrik.
- Wilhelm Ulbrich (1846-1922), écrivain.
- Alexander Hermann von Wartensleben (1650-1734), général prussien.

## Source de la traduction
- (de) Cet article est partiellement ou en totalité issu de l’article de Wikipédia en allemand intitulé « Lichte » (voir la liste des auteurs).